# Cremnomys cutchicus
Cremnomys cutchicus is een knaagdier uit het geslacht Cremnomys dat voorkomt in zuidelijk India, in de deelstaten Rajasthan, Gujarat, Bihar, Andhra Pradesh, Karnataka en Tamil Nadu. Dit dier leeft voornamelijk in rotsachtige gebieden, van 500 tot 1500 m hoogte.
C. cutchicus is een middelgrote, zachtbehaarde rat met een lange, behaarde staart. De bovenkant is grijs tot bruin, de onderkant (vuil) wit. De staart is ofwel volledig donker gekleurd ofwel aan de onderkant iets lichter. De kop-romplengte bedraagt 104 tot 149 mm, de staartlengte 117 tot 174 mm en de achtervoetlengte 23 tot 29 mm. Vrouwtjes hebben drie paren van mammae. Het karyotype bedraagt 2n=36, FN=36.
Dit dier eet voornamelijk planten, maar daarnaast ook wat insecten. De paartijd is tussen februari en september. Per worp worden er drie tot tien jongen geboren. Er zijn ondersoorten beschreven op basis van variatie in grootte en vachtkleur, maar die verschillen blijken geen stand te houden in grotere series.